# Supermarine Sea Otter
Supermarine Sea Otter byl britský čtyřmístný dvouplošný jednomotorový obojživelný létající člun z období druhé světové války.

## Vývoj
V roce 1935 předal šéfkonstruktér společnosti Supermarine ministerstvu letectví projekt Supermarine 309, který se měl stát náhradou za letoun Supermarine Walrus. Projekt byl přijat společně s výzvou ke stavbě dvou prototypů.
První prototyp Sea Otteru (K8854) byl zalétán 23. září 1938, poháněný vzduchem chlazeným hvězdicovým devítiválcovým motorem Bristol Perseus XI o výkonu 585 kW s dvoulistou vrtulí. Ta byla při druhém letu 29. září vyměněna za účinnější třílistou dvoupolohovou vrtuli de Havilland. Zlepšení tahu však vyřešila až čtyřlistá vrtule sestavená ze dvou dvoulistých, překřížených pod úhlem 35°, aby se snížila celková výška stroje v palubním hangáru. Následně se do testů zapojil také druhý prototyp (K8855).
Neuspokojivé vzletové vlastnosti se podařilo zlepšit až v květnu 1941 montáží pohonné jednotky Bristol Mercury XX o 676 kW a automatické třílisté vrtule na první prototyp. U konečného sériového provedení Supermarine Sea Otter ABR Mk.I byl instalován motor Mercury XXX o výkonu 709 kW.
Ministerstvo letectví nejdříve neúspěšně objednalo v roce 1940 190 kusů u firmy Blackburn, avšak zakázku se mu podařilo udat až v lednu 1942 u společnosti Saunders Roe (250 strojů) se sídlem v Isle of Wight.
První sériový letoun ABR Mk.I byl zalétán v lednu 1944, první bojová jednotka, 1700. squadrona sídlící v Lee-on-Solent, je převzala v listopadu. Do srpna 1945 Sea Ottery převzaly další tři perutě. Čtyřmístné ABR Mk.I byly vyzbrojeny pohyblivým kulometem Vickers GO na přídi trupu a dvojkulomet Vickers K ráže 7,7 mm za křídly. Obvyklou pumovou výzbroj tvořila čtveřice 113 kg pum pod spodním křídlem.
V květnu 1945 byla zrealizována záchranná verze Supermarine Sea Otter ASR Mk.II, na jejíž standard pak přešla většina sériových ABR Mk.I.
Po válce převzalo po osmi strojích nizozemské královské letectvo a dánské královské letectvo.

## Specifikace

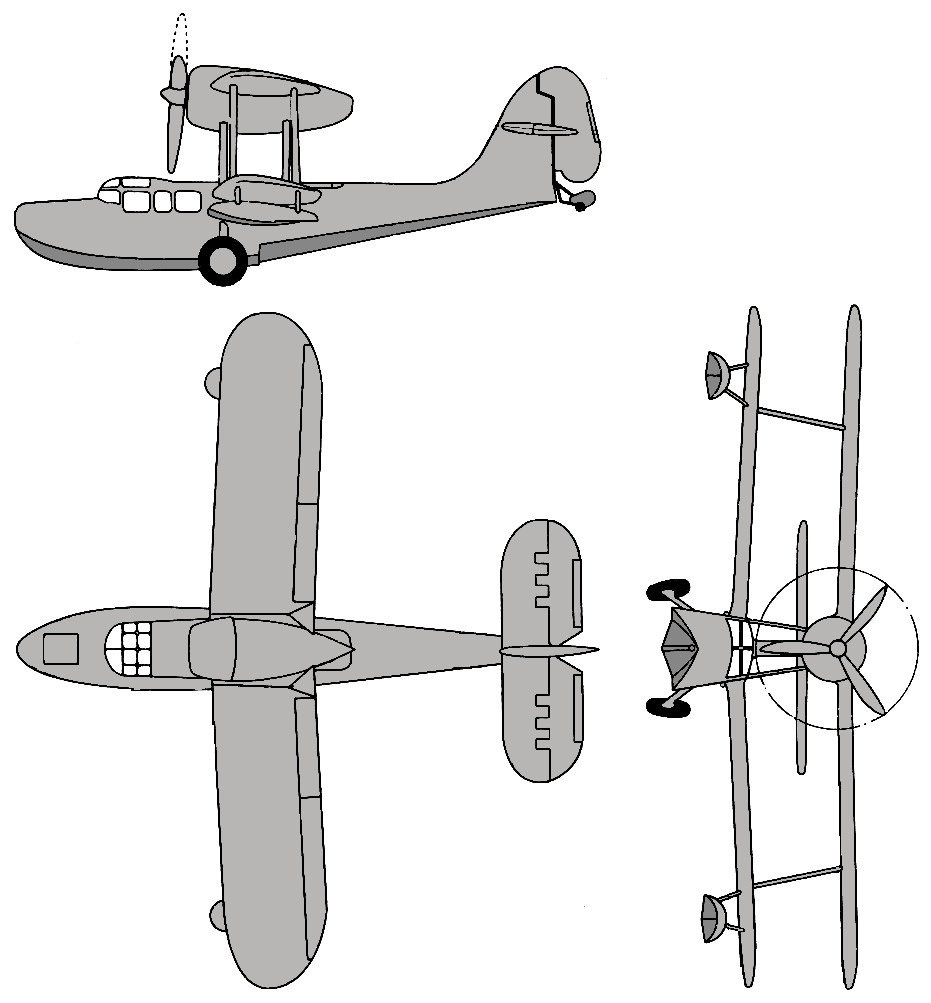
Supermarine Sea Otter

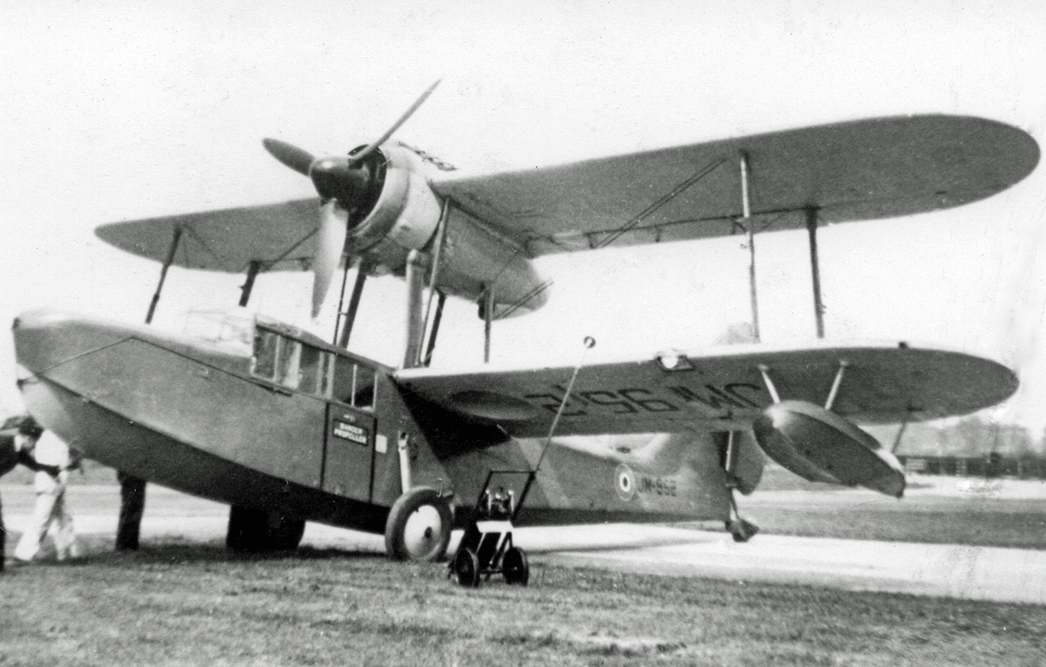
Supermarine Sea Otter ABR Mk.I (JM952), MAEE, Ringway, srpen 1948

Údaje dle

### Technické údaje
- Posádka: 4
- Rozpětí: 14,00 m
- Délka: 12,20 m
- Výška: 4,61 m
- Plocha křídel: 56,70 m²
- Hmotnost prázdného stroje: 3086 kg
- Hmotnost vzletová: 4536 kg
- Pohonná jednotka: 1 × vzduchem chlazený devítiválcový hvězdicový motor Bristol Mercury XXX
- Výkon pohonné jednotky: 965 mechanických koňských sil (720 kW)

### Výkony
- Maximální rychlost ve výšce 1370 m: 262 km/h
- Cestovní rychlost: 161 km/h
- Stoupavost u země: 4,4 m/s
- Dostup: 5180 m
- Dolet bez přídavných nádrží: 1480 km
- Dolet s přídavnými nádržemi: 1524 km

### Výzbroj
- 1 × pohyblivý kulomet Vickers GO ráže 7,7 mm na přídi
- 2 × pohyblivý kulomet Vickers K ráže 7,7 mm na hřbetě trupu
- 4 × puma o hmotnosti 250 liber (110 kg)